# Schlesinger Group
Schlesinger Group ist ein Marktforschungsdienstleister, spezialisiert auf qualitative und quantitative Feldarbeit weltweit. Schlesinger Associates hat 23 Niederlassungen in den Schlüsselmärkten der USA und Europas: Großbritannien (London), Deutschland (Berlin, Frankfurt & München) und Frankreich (Paris).

## Übersicht
Schlesinger Associates ist ein spezialisierter Studio- und Felddienstleister. Die Rekrutierung der Befragungspersonen erfolgt In-house, aus eigenen, aktiv rekrutierten und tief profilierten Panels. Dadurch bietet Schlesinger Associates auch die Rekrutierung schwierig zu erreichender Zielgruppen mit geringer Inzidenz. Schlesinger Associates unterstützt Studien im Konsumgüterbereich, Gesundheitsbereich, in der Finanzwirtschaft, im IT-Sektor sowie im Automotivesektor. Die angebotenen Felddienstleistungen beinhalten sowohl qualitative, als auch quantitative Studien, einschließlich qualitativer und quantitativer Online-Erhebungen.
Das Unternehmen betreibt eigene Panels unter den Namen InspiredOpinions (in USA und Großbritannien), OpinionsPartagées (Frankreich) sowie Schmiedl Online (Deutschland) in den Zielgruppen-Segmenten Consumer, Healthcare-Professionals, Patienten sowie B2B.
Schlesinger Associates hat ein globales Netzwerk von eigenen Studios, Panels und Feldservice-Partnern, um weltweite Datenerhebungs- und Projektmanagementleistungen anzubieten. 
Schlesinger Associates hat den MRA ‘Celebrated Company of the Year Award’ des Jahres 2007 verliehen bekommen. Das Unternehmen wurde außerdem im Jahr 2011 von MarketResearchCareers.com als ‘Top Provider of Qualitative Research Services’ klassifiziert.

## Geschichte
Das Unternehmen wurde 1965 von Sarah Schlesinger gegründet. Seit 1984 firmiert es unter dem Namen Schlesinger Associates, dem Zeitpunkt als ihr Sohn Steve Schlesinger ins Unternehmen einstieg. Im Jahr 2000 beteiligte sich Mike Sullivan (President) am Unternehmen und trieb die Entwicklung neuer Standorte und Dienstleistungen in den USA und in Europa voran.
In den Jahren 1997 bis 2011 vollzog Schlesinger Associates eine nationale und internationale Expansion. Neben der Eröffnung von eigenen Studios in wichtigen Städten der USA erwarb es 2006 die britische Marktforschungsfirma The Research House, gefolgt von der parallelen Übernahme der französischen Unternehmen ConsuMed Research und Passerelles im Jahr 2010 und der deutschen Firma Schmiedl Marktforschung in 2011.
Im Januar 2018 kündigte Schlesinger ein Rebranding an, inklusive der Umfirmierung zu Schlesinger Group. Neben einem neuen Markennamen, einen neuen Firmenlogo und einer neuen Markenidentität wurde im Februar 2018 in Manhattan, New York ein neues Flagship-Studio eröffnet. Schlesinger Interactive wurde in den USA zu Schlesinger Quantitative umbenannt und unter der Marke sowohl quantitative Online- als auch Offline-Feldarbeit gebündelt. Schlesingers europäische Markennamen (BDI Research, Schmiedl Marktforschung, The Research House, ConsuMed Research & Passerelles) bleiben unverändert, während sie die neue Markenidentität übernehmen.

## Tochtergesellschaften
- The Research House Ltd (Großbritannien)
- Passerelles, SARL (Frankreich)
- ConsuMed Research, SAS (Frankreich)
- Schmiedl Marktforschung GmbH (Deutschland)